# Minke Booij
Minke Booij (Zaanstad, 24 de enero de 1977) es una jugadora neerlandesa de hockey sobre césped. Jugó 227 partidos internacionales con la selección holandesa, convirtiendo un total de 37 goles. Debutó el 9 de septiembre de 1998 en un partido amistoso entre Japón y Países Bajos en el que ganaron con comodidad las europeas por diferencia de nueve goles en el marcador (9-0).
En el 2006, Minke Booij fue elegida como mejor jugadora del mundo por la Federación Internacional de Hockey. Durante su carrera se coronó campeona, entre otros torneos, de 4 Champions Trophy (2000, 2004, 2005 y 2007), de 3 Campeonatos Europeos (1999, 2003 y 2005), un Campeonato Mundial (2006) y un Juego Olímpico (2008).
- Datos: Q434439
- Multimedia: Minke Booij / Q434439